# Liste der Monuments historiques in La Neuville-Roy
Die Liste der Monuments historiques in La Neuville-Roy führt die Monuments historiques in der französischen Gemeinde La Neuville-Roy auf.

## Liste der Bauwerke
| Bezeichnung      | Beschreibung              | Standort | Kennzeichnung | Schutzstatus | Datum | Bild           |
| ---------------- | ------------------------- | -------- | ------------- | ------------ | ----- | -------------- |
| Kirche St-Médard | Erbaut im 16. Jahrhundert | (Lage)   | PA00114779    | Inscrit      | 1949  | weitere Bilder |

## Liste der Objekte
- Monuments historiques (Objekte) in La Neuville-Roy in der Base Palissy des französischen Kultusministeriums